# 欲望の炎
欲望の炎（よくぼう の ほのお、韓国語: ヨンマンエ プルコッ、ハングル: 욕망의 불꽃）は、韓国MBCにて2010年10月2日から翌2011年3月27日まで放送されたテレビドラマ。全50話。

## 出演
- キム・ヨンミン：チョ・ミンギ
- ユン・ナヨン：シン・ウンギョン
- キム・ミンジェ：ユ・スンホ
- ペク・インギ：ソウ
- ナム・エリ：ソン・ヒョナ
- キム・ヨンジュン：チョ・ソンハ
- ユン・ジョンスク：キム・ヒジョン
- カン・グマ：イ・ヒョチュン
- キム・テジン：イ・スンジェ
- チャ・スンジャ：イ・ボヒ
- キム・ヨンギ：キム・ビョンギ

## スタッフ
- 演出：ペク・ホミン
- 脚本：チョン・ハヨン